# Filtr bibułowy
Filtr bibułowy – rodzaj filtru do przechwytywania pyłów, dymów i zawiesin, w celu ich analizy ilościowej. Wykonany ze sprasowanych włókien celulozowych lub szklanych. Ich sprawność sięga 99%. Głównymi parametrami są: grubość, czas filtracji, gramatura i retencja.